# Groapa Vlădichii
Groapa Vlădichii – wieś w Rumunii, w okręgu Suczawa, w gminie Moara. W 2011 roku pozostawała niezamieszkana. 